# Nam Cung Ngưu
Nam Cung Ngưu (chữ Hán: 南宫牛; ? - 682 TCN) là tướng nước Tống thời Xuân Thu trong lịch sử Trung Quốc, ông là em trai của danh tướng Nam Cung Trường Vạn.

## Sự nghiệp
Năm 682 TCN, vào mùa thu, Tống Mẫn công cùng Nam Cung Trường Vạn đang vui chơi ở Mông Trạch thì xảy ra mâu thuẩn, Tống Mẫn công sỉ nhục Nam Cung Trường Vạn là thằng tù, vốn là võ tướng lại có tính nóng, Nam Cung Trường Vạn vô cùng phẫn nộ trước lời lẽ này nên đã cầm bàn cờ đập chết Mẫn công. Đại phu Cừu Mục vừa đến cũng bị Nam Cung Trường Vạn đấm chết luôn, răng của Cừu Mục bắn vào một bên cửa. Nam Cung Trường Vạn tiếp tục giết chết Thái tể Hoa Đốc, rồi lập công tử Du lên làm vua. Các công tử khác nghe tin bỏ chạy đến ấp Tiêu, còn công tử Ngự Thuyết chạy về đất Bạc. Nam Cung Trường Vạn liền sai Nam Cung Ngưu và Mãnh Hoạch dẫn quân vây đánh đất Bạc.
Mùa đông năm đó, Tiêu Thúc Đại Tâm cùng các công tử chạy loạn từ kinh đô hợp lực giết chết Nam Cung Ngưu, đồng thời giết luôn vua mới lập là công tử Du, rồi đưa em trai Mẫn công là Ngự Thuyết lên ngôi, tức Tống Hoàn công. Nam Cung Trường Vạn bỏ trốn sang nước Trần. Nước Tống sai người hối lộ nước Trần. Người nước Trần chuốc rượu Nam Cung Trường Vạn uống rượu say rồi dùng da bọc lại, giao về nước Tống. Người Tống phanh thây Nam Cung Trường Vạn và Mãnh Hoạch rồi đem làm mắm vì tội bất trung.